# Museo civico di ecologia e storia naturale
Il Museo di ecologia e storia naturale è un museo del comune di Marano sul Panaro, in Emilia-Romagna, ospitato nell'ex mulino Montecuccoli, in piazza Matteotti al centro del paese. Aperto nel 1994 per valorizzare il territorio e promuovere l'educazione ambientale, è gestito dal Centro Italiano Studi Nidi Artificiali (CISNIAR).

## Il percorso museale
Il percorso espositivo del Museo di ecologia e storia naturale è ospitato al primo piano dell'ex mulino Montecuccoli ed è suddiviso in sette sale.
Le prime due sono dedicate alla geologia, alla paleontologia e all'ecologia.
Nelle sale seguenti, il percorso presenta tramite pannelli, acquaterrari e diorami i più significativi ambienti naturali, dall'Appennino alla pianura modenese: le praterie, le zone umide, gli ambienti ipogei, gli ambienti forestali e gli ambienti rocciosi.
Completano il percorso didattico una sala multimediale, attrezzata per la visione di filmati e diapositive, e un laboratorio scientifico fornito di microscopi biologici e stereomicroscopici, oltre ad altre attrezzature finalizzate allo studio di rocce e organismi vegetali e animali.
Oltre al museo vero e proprio, la sede ospita anche una biblioteca, un'emeroteca e una videoteca specializzate in cui è possibile consultare testi a carattere scientifico e naturalistico.
Nelle sale a piano terra è possibile visitare il Museo delle energie.

## Le collezioni
Le collezioni comprendono reperti mineralogici, paleontologici e zoologici, con migliaia di esemplari provenienti da tutta Europa.
Tra le raccolte botaniche si segnalano l'erbario Branchetti e le sezioni micologica e lichenologica.